# فرودگاه اورسک
فرودگاه اورسک (به روسی: Аэропорт Орск) فرودگاهی عمومی واقع در اورسک در کشور روسیه است که توسط FSUE Orenburg Airlines اداره می‌شود.

## شرکت‌های هواپیمایی و مقصدهای پروازی
| شرکت‌های هواپیمایی | مقصدهای پروازی            |
| ----------------- | ------------------------- |
| Orenburzhye       | اورنبورگ تسنترالنی        |
| ساراتوف ایرلاینز  | دوموده‌دوو فصلی: سیمفروپول |
| Uktus Aircompany  | کولتسوو                   |